# 安長寺
安長寺（あんちょうじ）は、愛知県豊田市梅坪町5丁目14-1にある真宗大谷派の寺院。本尊は阿弥陀如来。楼門の山門は登録有形文化財。

## 歴史

### 創建
文明9年（1477年）、加賀国の杉浦安長が本願寺の蓮如上人に帰依して正蓮坊と名乗り、三河国加茂郡高橋庄大島郷（現・豊田市荒井町）に寺を創建した。後にこの寺が安長寺となった。

### 近世
幾度も水害にあったことで梅坪村に移転した。享保年間（1716年-1736年）ごろに本堂が再建されたと伝わり、寛延3年（1750年）には鐘楼堂も再建された。宝暦13年（1763年）の梅坪村の大火で本堂や鐘楼堂が焼失した。大火後には梅坪村内で移転し、安永2年（1773年）ごろに本堂が再建され、天保3年（1832年）には山門も再建された。

### 近現代
その後、本堂や鐘楼堂が建て替えられた。2017年（平成29年）10月27日、山門が登録有形文化財に登録された。

## 文化財

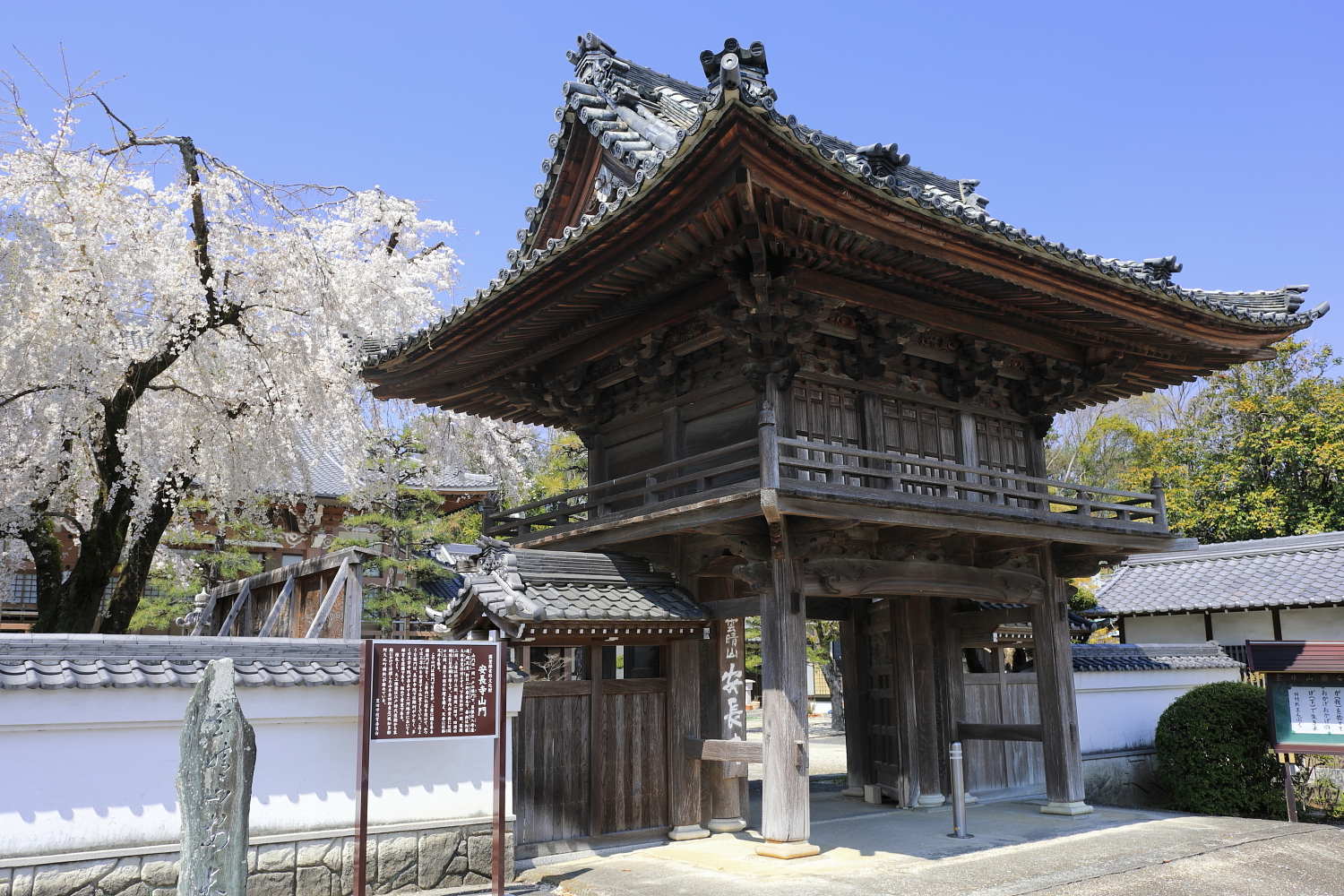
山門

### 登録有形文化財
- 山門 - 木造、瓦葺。間口3.9m。天保3年（1832年）竣工[1]。一間一戸の楼門。山門は上層に鐘を吊る鐘楼門ではなく、仏壇が設けられており、真宗寺院としては類例が少ないとされる。

## 交通アクセス
- 名鉄豊田線梅坪駅または愛知環状鉄道線愛環梅坪駅から徒歩